# 당 (춘추)
당(唐, ? ~ 기원전 505년)은 주대, 춘추 시대에 걸쳐서 존재한 주나라의 작은 제후국이다. 채(蔡)나라의 옆에 있으며, 초(楚)나라의 북쪽에 있었다.

## 역사
당나라는 춘추시대로 접어들면서 초나라의 속국이 되었다. 초나라 소왕 때, 초나라 영윤(令尹) 낭와(囊瓦)는 채 소후와 당 성공(唐 成公)이 초나라에 초청 되었을 때 영윤 낭와는 채 소공의 옥패와 당 성공의 숙쌍마(淑雙馬) 한 쌍을 탐하여 그들을 소왕에게 무고하여 감옥에 가둔뒤 마침내 그것들을 빼앗았다. 이에 채 소후과 당 성공은 앙심을 품고 기원전 505년, 오나라가 초나라를 칠 때 도움을 줘 마침내 그들은 빼앗긴 물품들을 되찾는데 성공했으나 초나라를 구원하러온 진나라 장수 자포(子蒲)와 자호(子虎), 초나라 소왕의 서형인 공자 신(申)에게 후환을 남겨두면 안된다는 이유로 공격을 당하여 결국 당 성공은 사로잡혀 죽임을 당하고 당나라는 멸망했다.

## 역대 군주
| 대수 | 시호       | 재위             | 비고              |
| ---- | ---------- | ---------------- | ----------------- |
| ?    | 혜후(惠侯) | 정왕(定王) 시기  |                   |
| ?    | 성공(成公) | ? ~ 기원전 505년 | 초(楚)나라에 멸망 |